# Nematocida
Nematocida é um gênero de fungos Microsporidia. Uma espécie, N. parisii, é encontrada em isolados selvagens de Caenorhabditis elegans. Foi apelidado de o matador de nematóides de Paris. Esta espécie se replica no intestino de C. elegans.

## Cutícula de nematoide
é uma cutícula que inclui fibras como queratina, colágeno e algumas que correm em direções opostas uma da outra. Este tem uma estrutura de exoesqueleto extracelular flexível que tem muitas camadas (mas é muito rígida) e que tem uma barreira que ajuda a prevenir os nematoides dos danos naturais e ecológicos que podem acontecer. Eles podem ter agentes poderosos que são usados para reconhecer, anexar, penetrar e matar esses nematoides parasitas.